# Colli Bolognesi Pignoletto Colline Marconiane
Il Colli Bolognesi Pignoletto Colline Marconiane era una tipologia del vino DOC Colli Bolognesi Pignoletto prodotta nella sottozona «Colline Marconiane», in seguito abrogata.